# Tompomulyo
Tompomulyo is een bestuurslaag in het regentschap Pati van de provincie Midden-Java, Indonesië. Tompomulyo telt 2095 inwoners (volkstelling 2010).